# HD 189733
HD 189733, também chamado de V452 Vulpeculae, é uma estrela binária na constelação de Vulpecula que está a 63 anos-luz da Terra. A estrela primária é uma anã laranja, enquanto a estrela secundária é uma anã vermelha. Essa estrela pode ser vista com binóculos a 0,3 graus leste da nebulosa do Haltere (M27).
Em 2005, foi confirmado que um planeta extrassolar orbita o componente principal do sistema (HD 189733 A).

## Sistema estelar
HD 189733 A é uma estrela anã laranja de classe espectral K1.5V. Sua massa equivale a 82% da massa solar, seu raio a 75% do raio solar e sua luminosidade a 26% da solar. A estrela é de 89% a 102% mais enriquecida em ferro que Sol, fazendo com que ela tenha mais de 600 milhões de anos.
A estrela tem manchas que afetam sua luminosidade em 1,5% na luz visível. Como resultado, ela é listada no General Catalogue of Variable Stars como uma variável VY Draconis com a designação de estrela variável V452 Vul.
Descoberta em 2005, 2MASS J20004297+2242342, ou HD 189733 B, é uma estrela anã vermelha de classe espectral M. Ela está a 216 UA da outra estrela. Seu período orbital é estimado em 3 200 anos.

## Sistema planetário
HD 189733 A tem um planeta, designado HD 189733 b, um gigante gasoso 13% maior do que Júpiter perto o suficiente da estrela para completar uma órbita a cada dois dias. Em 2007 foi descoberto que esse planeta possui grandes quantidades de vapor de água. Ele é o segundo planeta extrassolar onde a evidência definitiva de água foi encontrada.
| Planeta | Massa          | Semieixo maior (UA) | Período orbital (dias) | Excentricidade  |
| ------- | -------------- | ------------------- | ---------------------- | --------------- |
| b       | 1,13 ± 0,03 MJ | 0,03099 ± 0,0006    | 2,21857 ± 0,00002      | 0,0010 ± 0,0002 |